# Чаено парти (движение)
Вижте пояснителната страница за други значения на Чаено парти.
Чаеното парти (на английски: Tea Party movement) е обществено-политическо движение в САЩ, чиито заявени цели са борба за намаляване на правителствените разходи и данъците, намаляване на бюджетния дефицит и държавния дълг. Определяно е като американо-консервативно, либертарианско, консервативно-либерално и популистко.
Чаеното парти се появява през 2009 г. в серия от протести, координирани на местно и национално ниво и породени като реакция от плана Полсън (по името на финансовия министър на САЩ Хенри Полсън) за спасяване от банкрут на големите корпоративни американски банки със 700 млрд. долара от Федералния резерв, който е определен като недопустим от участници в движението, които заявяват, че той е отпуснат в нарушение на Конституцията на САЩ. Сред известните републиканци, участващи в движението са Сара Пейлин и Мишел Бакман.